# Resazurin
Resazurin (synonym: Alamarblau) ist ein Farbstoff, der in der Chemie als Redoxindikator und pH-Indikator eingesetzt wird. Dabei kann Resazurin sowohl Redoxreaktionen als auch pH-Wert-Änderungen anzeigen. Es wird als Reagenz auf Hyposulfite sowie zur Messung der Zellviabilität und der Zytotoxizität von Stoffen verwendet.
Die Herstellung ist aus Resorcin möglich.

## Eigenschaften
Resazurin ist ein ungiftiger, wasserlöslicher blauer Redox-Farbstoff, der bei Reduktion irreversibel zum rosafarbenen, fluoreszierenden Resorufin umgesetzt wird. In einer zweiten reversiblen Reaktion wird Resorufin zu farblosem Dihydroresorufin reduziert.

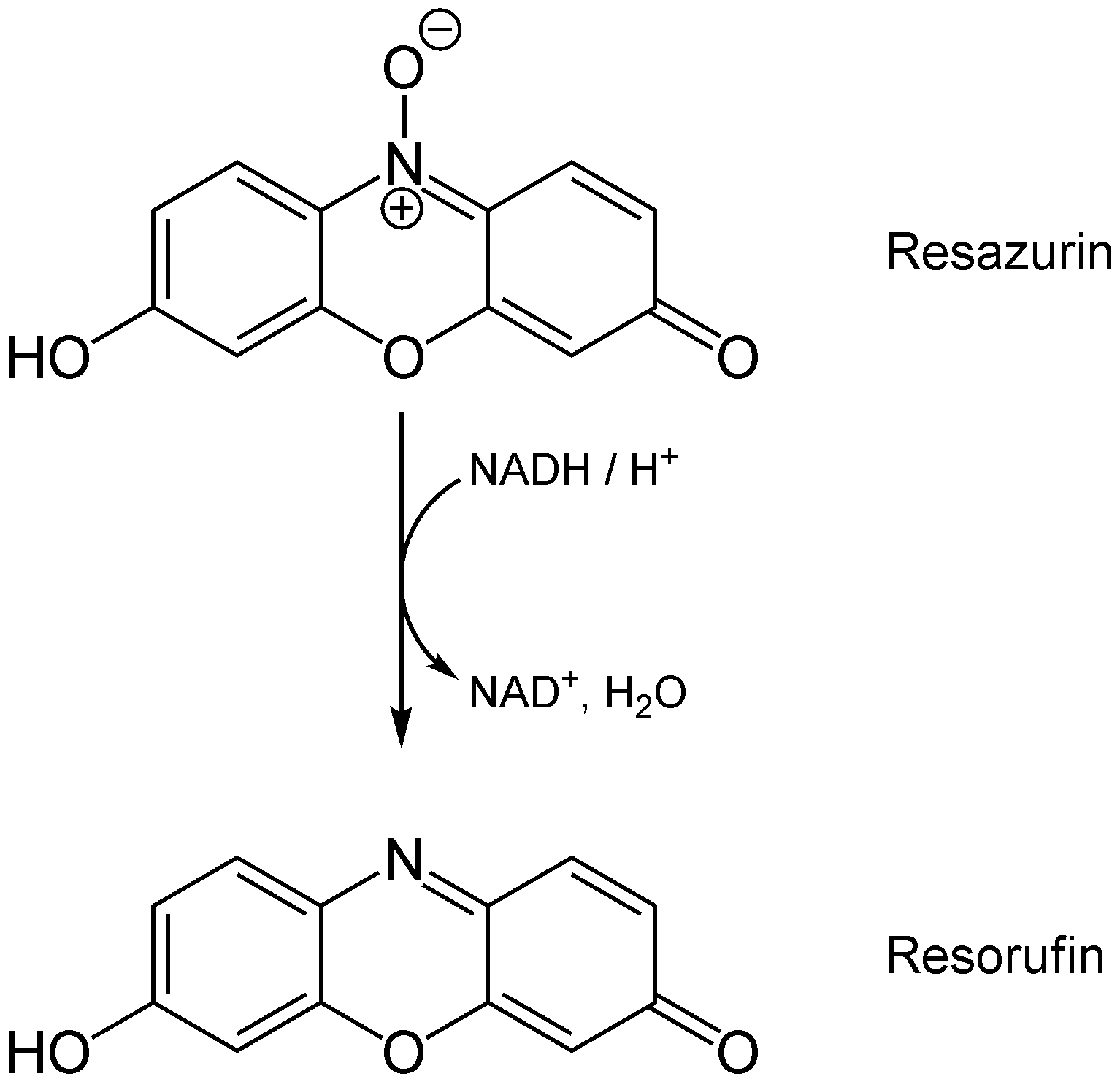
Die Reduktion von Resazurin zu Resorufin in Zellen erfordert NADH

 In saurer wässriger Lösung besitzt der Indikator eine orange Farbe, die ab pH-Wert 6,5 nach dunkelviolett umschlägt.
Resazurin kommt hauptsächlich als Natriumsalz in den Handel. Die lichtempfindliche Substanz kann als Lösung bei Temperaturen zwischen 2 und 8 °C bis zu einem Jahr gelagert werden, das Salz ist trocken bei Raumtemperatur gut lagerfähig.

### Farbe der wässrigen Lösung
Eine wässrige Resazurin-Lösung erscheint in dünnen Schichten oder verdünnten Konzentration blau; dickere Schichten und höhere Konzentrationen zeigen eine rote Farbe. Diese Stoffeigenschaft wird als Dichromatismus oder Polychromatismus bezeichnet.

## Verwendung
Resazurin wird in der aktuellen medizinisch-chemischen Forschung als Maß der Zellviabilität zur Messung der Zytotoxizität von Substanzen verwendet. Der Zytotox-Assay oder Alamar Blue Assay nutzt eine wässrige Resazurinlösung, die normal arbeitende Zellen allmählich zu Resorufin reduzieren. Zytotoxische Stoffe senken die metabolische Aktivität und das Redoxpotential der Zelle, was je nach der toxischen Wirksamkeit zum Verlangsamen oder Beenden der Reduktion des Resazurins führt.
Der Red-Bottle-Versuch verwendet Resazurin als Redoxindikator. Hierbei reduziert Glucose in basischer Lösung das aus dem Resazurin gebildete Resorufin reversibel zu einer farblosen Form, die durch Schütteln im offenen Gefäß vom Luftsauerstoff wieder zur rosa Form oxidiert wird. Dieser Vorgang lässt sich über die Dauer mehrerer Stunden wiederholen.
Eine Anwendung kann der Farbstoff in neuartigen Wasserstoffsensoren finden. Hier werden die Redoxeigenschaften und daraus resultierenden Farben resultierend aus dem Kontakt mit Wasserstoff ausgenutzt.
In der Milchwirtschaft wird die Resazurinprobe (Resazurintest) als Maß der mikrobiellen Reduktionsfähigkeit und damit auch Qualität und Haltbarkeit der Milch eingesetzt. Dafür wird Milch mit Resazurinlösung versetzt und die Farbveränderung evaluiert.

## Toxikologie
Resazurin wird als ungiftig eingestuft, kann jedoch wie viele Chemikalien beim Verschlucken zu gesundheitlichen Problemen führen. Außerdem reizt der Indikator bei Kontakt Augen und Haut.